# Bernhard Joseph Docen

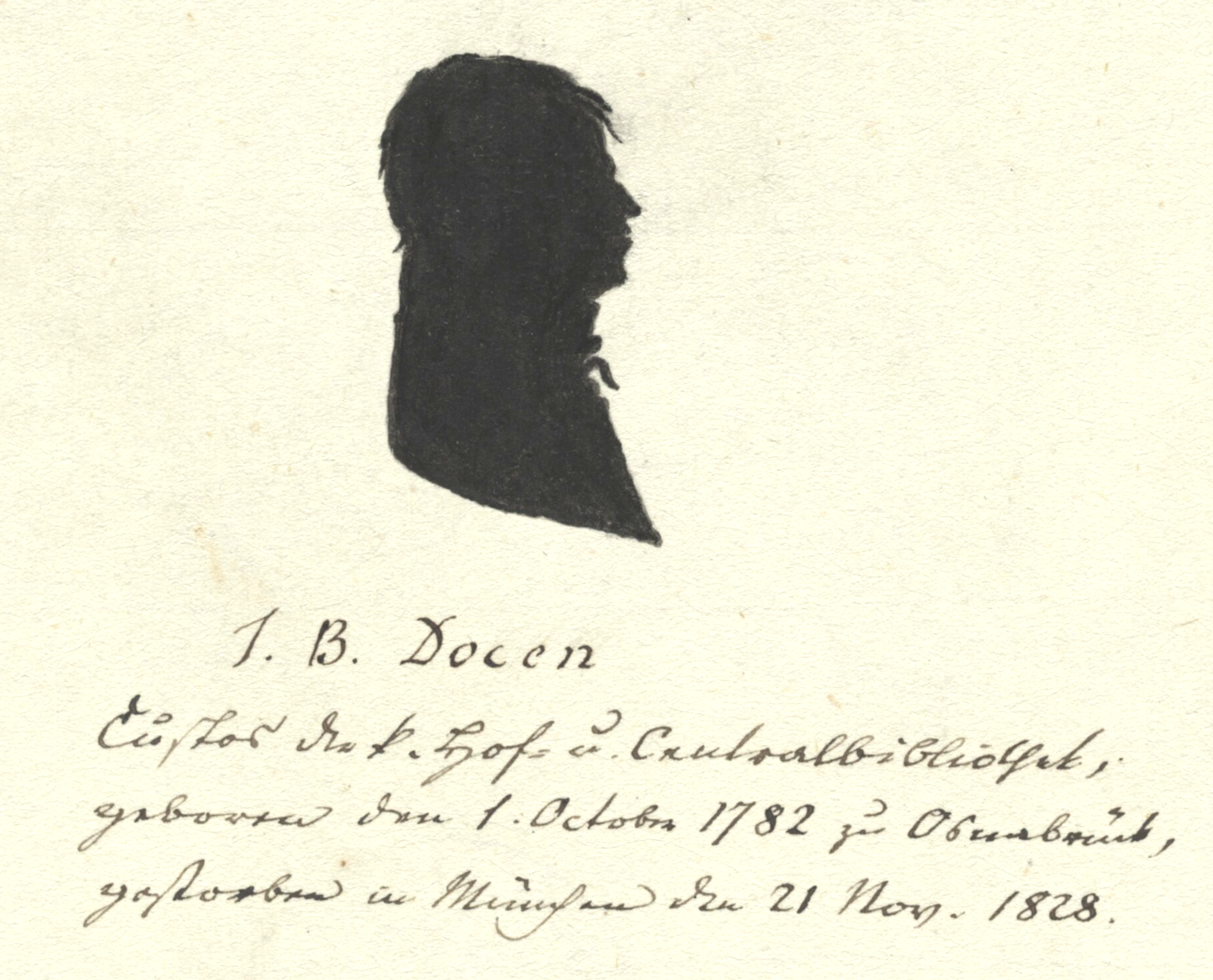
Bernhard Joseph Docen

Bernhard Joseph Docen (* 1. Oktober 1782 in Osnabrück; † 21. November 1828 in München) war ein deutscher Germanist und Bibliothekar.

## Leben
Bernhard Joseph Docen wurde am 1. Oktober 1782 als Sohn des Philipp Werner Docen, Sekretär der Land- und Justizkanzlei in Osnabrück und dessen Frau Anna Franziska Driver († 1820) aus Vechta in Osnabrück geboren. Nach der Schule studierte Docen zunächst Medizin, wechselte dann aber zur Literaturwissenschaft. Beim Studium in Göttingen und Jena lernte er Clemens Brentano kennen und entdeckte seine Liebe zum Mittelalter und zur Archäologie.
1803 siedelte er sich in München an, wo ihn Johann Christoph von Aretin an die zunächst noch kurfürstliche, später königliche Hof- und Staatsbibliothek berief (heute: Bayerische Staatsbibliothek München). Als Bibliotheksangestellter sichtete und publizierte Docen zahlreiche kulturell wie materiell wertvolle alte Handschriften und Bücher, welche während der Säkularisation der bayerischen Klöster nach München gebracht wurden. Docen entdeckte unter anderem 1810 Fragmente von Wolfram von Eschenbachs Titurel aus der Münchner Handschrift G, die er in seinem sogenannten Titurel-Sendschreiben August Wilhelm Schlegel in emphatischer Weise zueignete, was diesen in der Folge noch im gleichen Jahr zu der für die germanistische Forschung bahnbrechenden Entdeckung brachte, dass der Ältere und nicht – wie vordem gedacht – der Jüngere Titurel von Wolfram stammt.
Zwischen 1806 und 1812 reiste Docen nach Augsburg, Ulm und Regensburg, um noch mehr Bestände für München zu requirieren. Er wurde 1811 Kustos, bald darauf Adjunkt. Seit 1803 pflegte er Kontakte zu Bibliotheksbesuchern wie Ludwig Tieck, Clemens Brentano und Achim von Arnim und führte umfangreiche Briefwechsel mit dem Verleger Johann Friedrich Cotta und Gelehrten wie A.W. Schlegel. 1827 wurde er zum ordentlichen Mitglied der Bayerischen Akademie der Wissenschaften gewählt.
Als Germanist publizierte er zahlreiche kleinere Texte, verfasste viele Arbeiten über das Mittelalter und gab zusammen mit Johann Gustav Büsching und Friedrich Heinrich von der Hagen zwei Bände der Zeitschrift Museum für altdeutsche Literatur heraus. Mit Jacob Grimm trug er eine 'Fehde' über die Minne- und Meistersänger aus, in die sich auch von der Hagen und Büsching mischten. Hierbei wendet sich Docen gegen Grimms These einer Formelhaftigkeit des Minnesangs. Es geht ihm darum, die Unmittelbarkeit des poetischen Ausdrucks als Bestandteil des romantischen Mittelalterbildes zu retten. Die Minnesinger beschreibt er in diesem Zusammenhang als „die erotischen Dichter des 13ten Jahrhunderts, [...] die unter freiem Himmel die schönsten Gefühle ihres Herzens in Gesänge ausströmten; entfernt von aller Stubensitzerei, durfte ihnen wenig daran liegen, ob sie mit Lesen und Schreiben umzugehen wußten.“
Bernhard Docen starb 1828 im Alter von 46 Jahren in München.

## Grabstätte

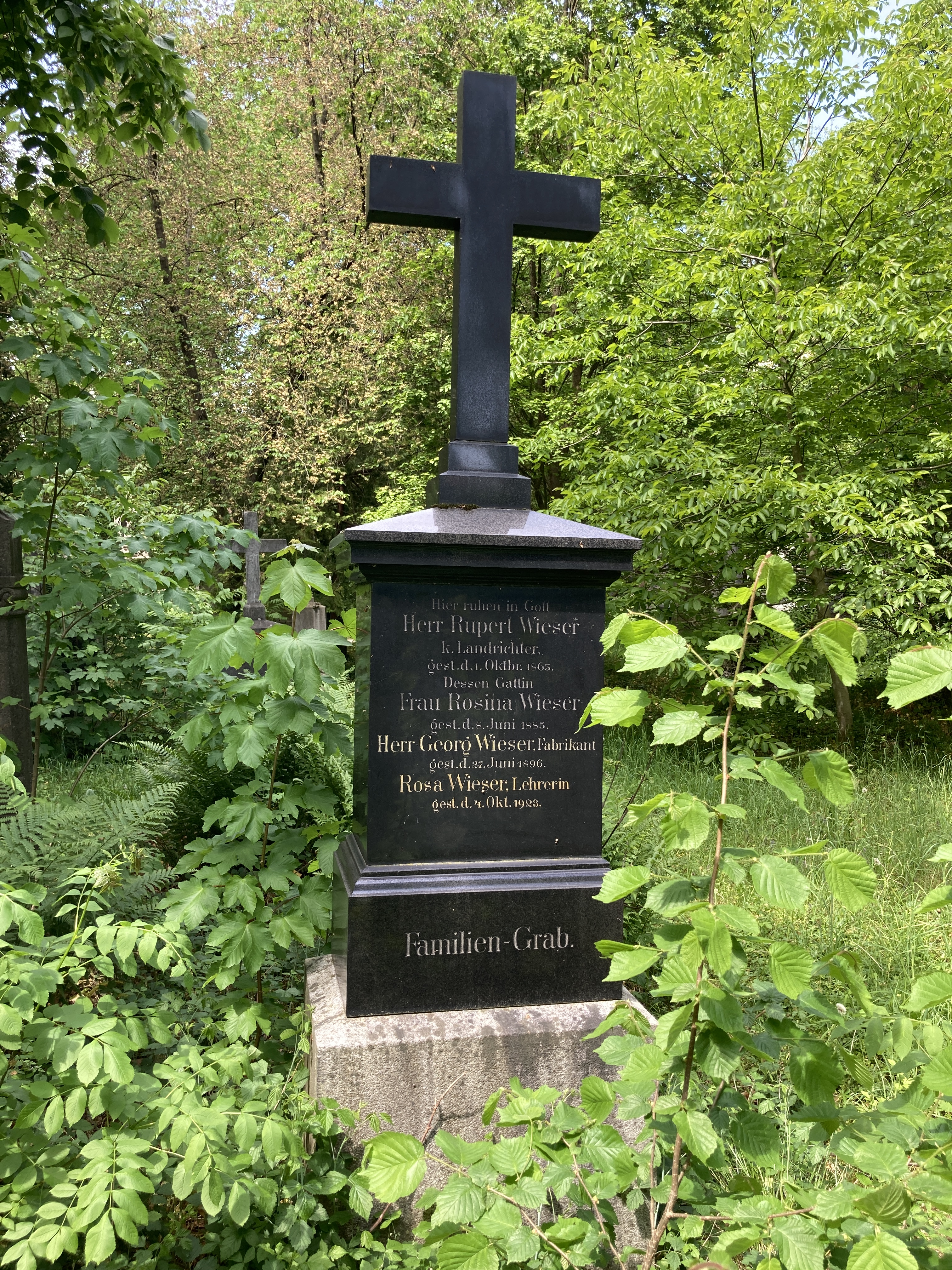
Grab von Bernhard Docen auf dem Alten Südlichen Friedhof in München

Die Grabstätte von Bernhard Docen befindet sich auf dem Alten Südlichen Friedhof in München (Gräberfeld 12 – Reihe 2 – Platz 39) Standort. Auf dem Grabstein ist Bernhard Docen nicht aufgeführt aber im Grabbuch vermerkt.

## Namensgeber für Straße
Nach Bernhard Docen wurde 1947 in München im Stadtteil Allach (Stadtbezirk 23 - Allach-Untermenzing) die Docenstraße benannt.

## Werke
- Miscellaneen zur Geschichte der deutschen Literatur (2 Bände, 1806/07)
- Beiträge zum Museum für altdeutsche Literatur ("Über den Unterschied und die gegenseitigen Verhältnisse der Minne= und Meistersänger. Ein Beitrag zur Karakteristik der früheren Zeitalter der Deutschen Poesie. Museum, Bd. I, S. 73–125, S. 445–490.), zu Aretins Aurora und zu Cottas "Morgenblatt für gebildete Stände"
- (Hg.) Erstes Sendschreiben über den Titurel, enthaltend die Fragmente einer Vor Eschenbachischen Bearbeitung des Titurel. Aus einer Handschrift der Königlichen Bibliothek zu München herausgegeben und mit einem Kommentar begleitet, Berlin u. Leipzig 1810.
- Nachlass Doceniana in der Bayer. Staatsbibliothek